# Irbisia shulli
Irbisia shulli är en insektsart som beskrevs av Knight 1941. Irbisia shulli ingår i släktet Irbisia och familjen ängsskinnbaggar. Inga underarter finns listade i Catalogue of Life.